# Adam House
Adam House es una casa del siglo XVII ubicada en el número 13 de The Green, Calne, Wiltshire, Inglaterra, Reino Unido. Un ejemplo de arquitectura georgiana, ha sido catalogada como Grado II* desde 1950.
Es una casa en forma de «L» con seis o siete habitaciones que data del siglo XVII, y fue revestida con piedra caliza alrededor de 1740 (según Historic England) o en la década de 1760 (según Julian Orbach). Tiene adiciones interiores y en la parte trasera de los siglos XIX y XX.
Originalmente, la casa estaba construida con un marco de madera. En la parte trasera hay mampostería de piedra irregular, y el tejado de pizarra de piedra cuenta con hastiales rematados y chimeneas moldeadas en los extremos de los hastiales. La fachada de tres tramos tiene una puerta central, con una pequeña ventana veneciana encima. El parapeto se eleva en el centro y está adornado con cuatro piñas de piedra.

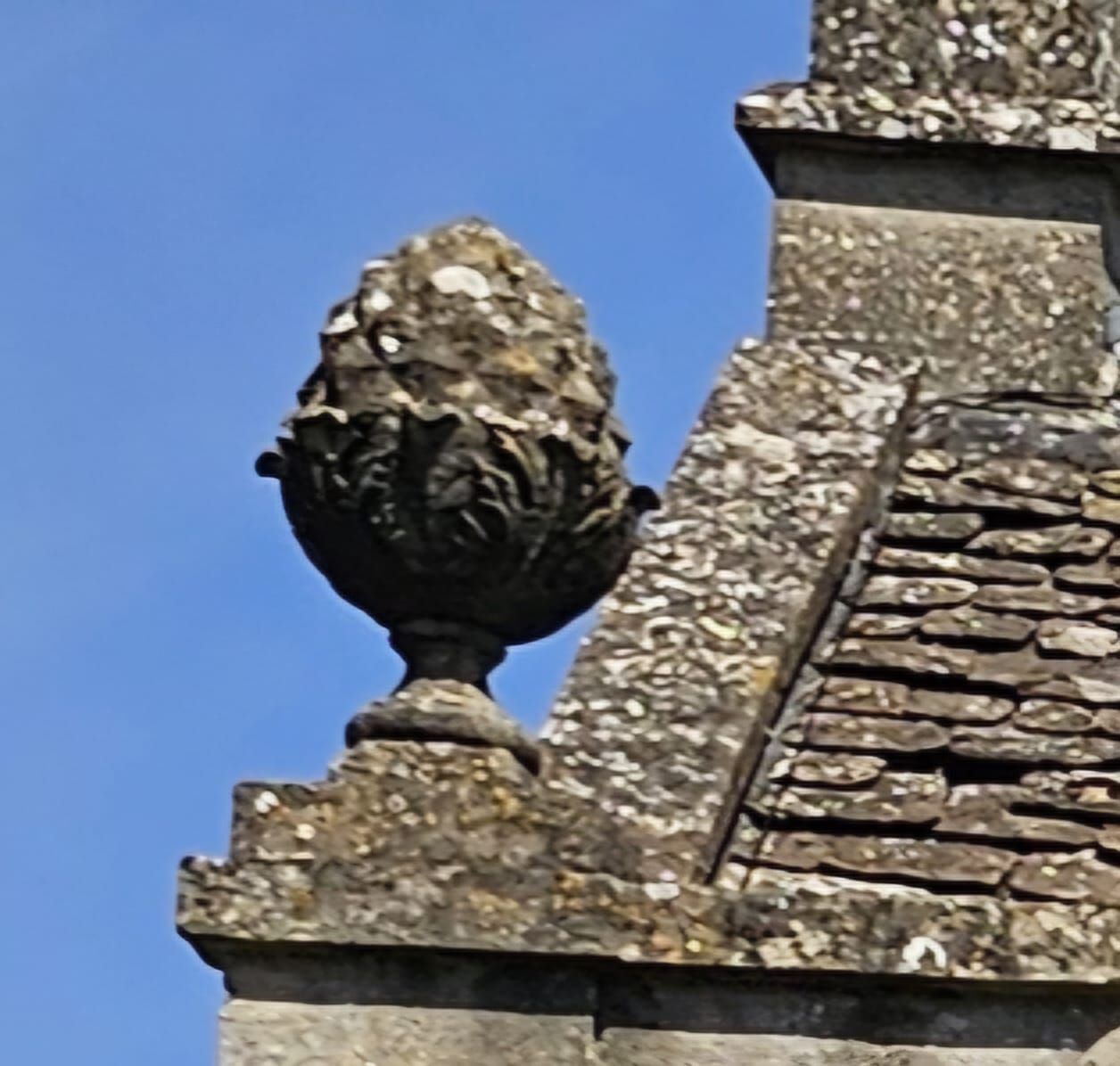
La piña de piedra más a la izquierda.

Se dice que el nombre de la casa fue dado por Lord Shelbourne en honor al arquitecto Robert Adam, quien vivió allí mientras trabajaba en Bowood House.